# Earl of Hertford
Earl of Hertford war ein erblicher britischer Adelstitel, der dreimal in der Peerage of England und einmal in der Peerage of Great Britain verliehen wurde und der nach der Stadt Hertford benannt ist.

## Verleihungen
Der Titel wurde erstmals um 1138 in der Peerage of England an Gilbert de Clare verliehen. Sein Großneffe, der 4. Earl, erbte 1217 von seiner Tante Isabel, 3. Countess of Gloucester auch den Titel 4. Earl of Gloucester. Beide Titel erloschen schließlich, als der 8. Earl am 24. Juni 1314 kinderlos in der Schlacht von Bannockburn fiel.
In zweiter Verleihung wurde der Titel am 18. Oktober 1537 in der Peerage of England für Edward Seymour, 1. Viscount Beauchamp, den Bruder der Queen Consort Jane Seymour, neu geschaffen. Ihm war bereits am 5. Juni 1536 der Titel Viscount Beauchamp verliehen worden. Am 6. Februar 1547 wurde er zudem zum Duke of Somerset erhoben. 1552 wurde er wegen Hochverrats hingerichtet und bekam seine Titel aberkannt.
In dritter Verleihung wurde der Titel am 13. Januar 1559 in der Peerage of England für Edward Seymour, den Sohn des Earls zweiter Verleihung, neu geschaffen, zusammen mit dem nachgeordneten Titel Baron Beauchamp of Hache. Sein Enkel, der 2. Earl, wurde am 3. Juni 1640 zum Marquess of Hertford erhoben und am 13. September 1660 wurde ihm im Rahmen der Stuart-Restauration der 1552 seinem Urgroßvater aberkannte Titel 2. Duke of Somerset wiederhergestellt. Das Marquessat erlosch beim Tod seines jüngsten Sohnes, des 4. Dukes am 29. April 1675. Das Earldom und die Baronie erloschen beim Tod von dessen Neffen zweiten Grades, dem 7. Duke, am 7. Februar 1750. Das Dukedom fiel an dessen Onkel sechsten Grades existiert bis heute.
In vierter Verleihung wurde der Titel am 3. August 1750 in der Peerage of Great Britain an Francis Seymour-Conway verliehen, zusammen mit dem nachgeordneten Titel Viscount Beauchamp. Beide Titel wurden mit dem besonderen Zusatz verliehen, dass sie in Ermangelung eigener männlicher Nachkommen auch an dessen Bruder Henry Seymour-Conway und dessen männliche Nachkommen vererbbar seien. Er hatte bereits 1732 von seinem Vater Francis Seymour-Conway, 1. Baron Conway (1679–1732) die Titel Baron Conway, of Ragley in the County of Warwick und Baron Conway and Killultagh, of Killultagh in the County of Antrim, die diesem am 17. März 1703 in der Peerage of England bzw. am 16. Oktober 1712 in der Peerage of Ireland verliehen worden waren. Am 5. Juli 1793 wurden er zudem in der Peerage of Great Britain zum Marquess of Hertford und Earl of Yarmouth erhoben. Die genannten Titel werden seither als nachgeordnete Titel des jeweiligen Marquess of Hertford geführt. Heutiger Titelinhaber ist seit 1997 sein Ur-ur-ur-ur-urenkel Henry Seymour als 9. Marquess of Hertford. Der älteste Sohn des jeweiligen Marquess führt als dessen Titelerbe (Heir apparent) den Höflichkeitstitel Earl of Yarmouth, dessen Heir apparent führt den Höflichkeitstitel Viscount Beauchamp.

## Liste der Earls of Hertford

Familienwappen der Earls erster Verleihung

### Earls of Hertford, erste Verleihung (um 1138)
- Gilbert de Clare, 1. Earl of Hertford († 1152)
- Roger de Clare, 2. Earl of Hertford (1122–1173)
- Richard de Clare, 3. Earl of Hertford (1153–1217)
- Gilbert de Clare, 4. Earl of Gloucester, 4. Earl of Hertford (1180–1230)
- Richard de Clare, 5. Earl of Gloucester, 5. Earl of Hertford (1222–1262)
- Gilbert de Clare, 6. Earl of Gloucester, 6. Earl of Hertford (1243–1295)
- Gilbert de Clare, 7. Earl of Gloucester, 7. Earl of Hertford (1291–1314)

Familienwappen der Earls zweiter und dritter Verleihung

### Earls of Hertford, zweite Verleihung (1537)
- Edward Seymour, 1. Duke of Somerset, 1. Earl of Hertford (1506–1552) (Titel verwirkt 1552)

### Earl of Hertford, dritte Verleihung (1559)
- Edward Seymour, 1. Earl of Hertford (1539–1621)
- William Seymour, 2. Duke of Somerset, 1. Marquess of Hertford, 2. Earl of Hertford (1587–1660)
- William Seymour, 3. Duke of Somerset, 2. Marquess of Hertford, 3. Earl of Hertford (1651–1671)
- John Seymour, 4. Duke of Somerset, 3. Marquess of Hertford, 4. Earl of Hertford († 1675)
- Francis Seymour, 5. Duke of Somerset, 5. Earl of Hertford (1658–1678)
- Charles Seymour, 6. Duke of Somerset, 6. Earl of Hertford (1662–1748)
- Algernon Seymour, 7. Duke of Somerset, 7. Earl of Hertford (1684–1750)

Familienwappen der Earls vierter Verleihung

### Earl of Hertford, vierte Verleihung (1750)
- Francis Seymour-Conway, 1. Marquess of Hertford, 1. Earl of Hertford (1718–1794)
- Francis Seymour-Conway, 2. Marquess of Hertford, 2. Earl of Hertford (1743–1822)
- Francis Seymour-Conway, 3. Marquess of Hertford, 3. Earl of Hertford (1777–1842)
- Richard Seymour-Conway, 4. Marquess of Hertford, 4. Earl of Hertford (1800–1870)
- Francis Seymour, 5. Marquess of Hertford, 5. Earl of Hertford (1812–1884)
- Hugh Seymour, 6. Marquess of Hertford, 6. Earl of Hertford (1843–1912)
- George Seymour, 7. Marquess of Hertford, 7. Earl of Hertford (1871–1940)
- Hugh Seymour, 8. Marquess of Hertford, 8. Earl of Hertford (1930–1997)
- Henry Seymour, 9. Marquess of Hertford, 9. Earl of Hertford (* 1958)

Titelerbe (Heir apparent) ist der Sohn des aktuellen Titelinhabers William Seymour, Earl of Yarmouth (* 1993).